# Yuki Ozawa
Yuki Ozawa (小澤 雄希, Ozawa Yūki, 4 oktober 1983 in Shizuoka) is een Japanse voetbalspeler.
Yuki Ozawa leerde voetballen in het schoolteam van de Fujieda Meisei High School. Gedurende zijn studie in Nederland, tekende hij in 2003 zijn eerste contract bij de voetbalvereniging SHO in Oud-Beijerland. In 2008 verhuisde hij naar Mito HollyHock. De club speelde in de op één na hoogste competitie van het land, de J2 League. Hij speelde 78 competitiewedstrijden voor de club. In 2010 verhuisde hij naar eerste divisie club Shonan Bellmare. Aan het einde van het seizoen 2010 degradeerde de club naar de J2 League. Hij speelde 11 eerste divisie wedstrijden voor de club. In 2012 verhuisde hij naar SC Sagamihara. In 2014 verhuisde hij naar de tweede divisie club Kamatamare Sanuki. Hij speelde 98 competitiewedstrijden voor de club. Eind 2016 beëindigde hij zijn carrière als voetballer.

## Carrière statistieken
Bijgewerkt tot 23 februari 2016. 
| Club performance | Club performance  | Club performance | League | League | Cup           | Cup           | League Cup | League Cup | Total | Total |
| Season           | Club              | League           | Apps   | Goals  | Apps          | Goals         | Apps       | Goals      | Apps  | Goals |
| Japan            | Japan             | Japan            | League | League | Emperor's Cup | Emperor's Cup | League Cup | League Cup | Total | Total |
| ---------------- | ----------------- | ---------------- | ------ | ------ | ------------- | ------------- | ---------- | ---------- | ----- | ----- |
| 2008             | Mito HollyHock    | J2 League        | 30     | 0      | 2             | 0             | -          | -          | 32    | 0     |
| 2009             | Mito HollyHock    | J2 League        | 48     | 1      | 0             | 0             | -          | -          | 48    | 1     |
| 2010             | Shonan Bellmare   | J1 League        | 11     | 0      | 1             | 0             | 5          | 0          | 17    | 0     |
| 2011             | Shonan Bellmare   | J2 League        | 0      | 0      | 1             | 0             | -          | -          | 1     | 0     |
| 2012             | SC Sagamihara     | JRL              | 18     | 0      | -             | -             | -          | -          | 18    | 0     |
| 2013             | SC Sagamihara     | JFL              | 34     | 1      | -             | -             | -          | -          | 34    | 1     |
| 2014             | Kamatamare Sanuki | J2 League        | 41     | 0      | 1             | 0             | -          | -          | 42    | 0     |
| 2015             | Kamatamare Sanuki | J2 League        | 38     | 0      | 1             | 0             | -          | -          | 39    | 0     |
| Career total     | Career total      | Career total     | 220    | 2      | 6             | 0             | 5          | 0          | 231   | 2     |